# Lunjski maslinik
Lunjski maslinik nalazi se kod mjesta Lun na sjeverozapadu hrvatskog otoka Paga.
Omeđen je suhozidima, prostire se na 400 hektara i sadrži oko 80.000 stabala maslina. Najveći je maslinik u Hrvatskoj.
U Lunjskom masliniku rastu brojne jedinstvene divlje i samonikle masline u prirodnom okruženju. Nastarija stabla stara su oko 1500 godina.
Nije poznato tko je zasadio prve masline. Najmanje tisuću stabala starije od tisuću godina.

## Vanjske poveznice
- Službena stranica  Arhivirana inačica izvorne stranice od 8. srpnja 2016. (Wayback Machine)
- Mislilo se da najstarija maslina ima 1600 godina, DNK otkrio da je starici dva tisućljeća
- Fotografije